# Massih Wassey
Massih Wassey (* 18. Juni 1988 in Münster) ist ein deutsch-kanadischer Fußballspieler.

## Karriere

### Vereine
Wassey spielte in der Saison 2005/06 für den VfL Wolfsburg einige Partien in der A-Junioren-Bundesliga, wechselte aber anschließend zurück in seine Heimatstadt Münster und schloss sich dem SC Preußen an. Bereits gegen Ende der Saison 2006/07 kam er als A-Jugendlicher zu ersten Einsätzen im Oberligateam des Klubs, bevor er zur folgenden Saison zum Stammspieler aufstieg. Im linken Mittelfeld spielte Wassey beim Gewinn der Oberligameisterschaft 2008 in 31 Partien (sieben Tore) und gewann mit seinem Klub durch einen 3:0-Erfolg gegen den VfB Fichte Bielefeld zudem den Westfalenpokal. Eine Schambeinentzündung und eine Leisten-Operation sorgten in der Saison 2008/09 für einen mehrmonatigen Ausfall des Standardspezialisten, der daraufhin in der Regionalliga West nur zu zwölf Einsätzen kam. Auch beim neuerlichen Gewinn des Westfalenpokals kam er nicht zum Einsatz.
Am Saisonende verließ Wassey Preußen Münster und wechselte zur 2. Mannschaft des FC Schalke 04, die ebenfalls in der Regionalliga West antritt. Im Februar 2011 wechselte Wassey zur 2. Mannschaft von Fortuna Düsseldorf. Nach einem halben Jahr bei der Zweitvertretung der Fortuna, in denen Wassey in der Rückrunde der Regionalliga West 2010/11 zu 13 Spieleinsätzen kam, war dieser im Sommer 2011 für längere Zeit vereinslos. In dieser Zeit spielte der Mittelfeldspieler bei einigen Fußballvereinen als Gastspieler vor, darunter auch beim 1. FC Mecklenbeck, welcher in Münster-Mecklenbeck beheimatet ist. Im Oktober 2011 unterschrieb Wassey einen Vertrag beim FC Eintracht Rheine aus der sechstklassigen Westfalenliga. Zu seinem Debüt kam er gegen die Hammer SpVg bei der 1:3-Heimniederlage, in der 69. Minute flog der Neuzugang mit Gelb-Rot vom Platz.
Nach nur drei Monaten in Rheine wechselte Wassey in der Winterpause 2011/12 zum Regionalligisten SV Waldhof Mannheim. Nach dem Auslaufen seines Vertrages in Mannheim war er anfangs vereinslos, bevor er am 29. August 2013 beim SC Wiedenbrück unterschrieb. Zur Saison 2016/17 wechselte Wassey zum Ligakonkurrenten Borussia Dortmund II. Seit 2017 spielt er für den Drittligisten SC Paderborn 07. Mit Paderborn gelang ihm in der Saison 2017/18 der Aufstieg in die 2. Bundesliga. In der Saison 2018/19 folgte der Durchmarsch in die Bundesliga, wobei Wassey jedoch zu keinem Einsatz kam. Er spielte in dieser Spielzeit lediglich 3-mal (ein Tor) in der zweiten Mannschaft in der fünftklassigen Oberliga Westfalen zum Einsatz. Seit der Saison 2019/20 gehört er nicht mehr zum Profikader.
Nachdem Wassey ein Jahr lang vereinslos war kehrte er in seine Geburtsstadt zurück und schloss sich dem Westfalenligisten SC Westfalia Kinderhaus an.

### Nationalmannschaft
Wassey wurde als Sohn einer Afghanin und eines Kanadiers in Münster geboren. Nachdem der frühere kanadische Nationaltrainer Holger Osieck Wassey in der Hinrunde der Saison 2009/10 mehrmals beobachtet hatte, erhielt er für Anfang 2010 eine Einladung in die kanadische Nationalelf. Im Rahmen des zweiwöchigen Trainingslagers in Fort Lauderdale kam es auch zu einem Freundschaftsspiel gegen Jamaika, in dem Wassey 89 Minuten lang spielte.

## Erfolge
- Meister der Oberliga Westfalen: 2008
- Westfalenpokalsieger: 2008, 2009 (im Finale nicht eingesetzt)
- Aufstieg in die 2. Bundesliga mit dem SC Paderborn: 2018